# Lotus dvinensis
Lotus dvinensis är en ärtväxtart som beskrevs av Miniaev och Ulle. Lotus dvinensis ingår i släktet käringtänder, och familjen ärtväxter. Inga underarter finns listade i Catalogue of Life.